# Grotta di Aurignac
La Grotta di Aurignac è una grotta e un sito archeologico che si trova vicino alla cittadina di Aurignac, dipartimento dell'Alta Garonna, nella Francia sud-occidentale.

## Scoperta
La grotta fu scopera nel 1852 da Jean-Baptiste Bonnemaison che, scavando quella che sembrava una tana di un coniglio, arrivò a dissotterrare una sepoltura collettiva e resti di animali estinti. I primi scavi si devono a Édouard Lartet che dissotterò i resti di animali preistorici, probabilmente cacciati e mangiati dagli uomini preistorici che la frequentavano, oltre a strumenti di selce tagliata con una specifica tecnica di lavorazione, poi ritrovata in altri siti, che diede il nome alla cultura Aurignaziano, dal nome del sito.

## Descrizione
Gli scavi di sedimenti e la documentazione di manufatti inizati a partire dal 1860, confermano l'ipotesi dell'arrivo e della presenza permanente di esseri umani moderni europei durante il paleolitico superiore. La grotta rappresenta il sito tipo dell'Aurignaziano, la più antica cultura nota attribuita ai Primi esseri umani moderni europei (EEMH - European early modern humans in inglese). In riconoscimento della sua importanza in vari ambiti scientifici e del lavoro pionieristico del XIX secolo di Édouard Lartet, la Grotta di Aurignac nel 1921 è stata ufficialmente dichiarata Monumento Storico Nazionale di Francia.